# Cassidy Lichtman
Pour les articles homonymes, voir Lichtman et Cassidy.
Cassidy Lichtman est une joueuse de volley-ball américaine née le 25 mai 1989 à La Jolla (Californie). Elle mesure 1,85 m et joue au poste de réceptionneuse-attaquante. Elle totalise 59 sélections en équipe des États-Unis.

## Clubs
| Club                   | De        | À         |
| ---------------------- | --------- | --------- |
| Stanford University    | 2007-2008 | 2010-2011 |
| BKS Stal Bielsko-Biała | 2011-2012 | 2011-2012 |
| VB Franches-Montagnes  | 2012-2013 | 2012-2013 |
| Lokomotiv Bakou        | jan 2014  | mai 2014  |
| ES Le Cannet           | 2014-2015 | 2014-2015 |
| Sichuan Volleyball     | 2015-2016 | …         |

## Palmarès

### Équipe nationale
- Coupe panaméricaine
  - Vainqueur : 2012, 2013[1]2015[2]
  - Finaliste : 2014[3].
- Championnat d'Amérique du Nord
  - Vainqueur : 2013.
- World Grand Champions Cup
  - Finaliste : 2013.
- Jeux Panaméricains
  - Vainqueur : 2015.

### Clubs
- Coupe de France
  - Vainqueur : 2015
- Championnat de France
  - Finaliste : 2015.